# Északi-sark

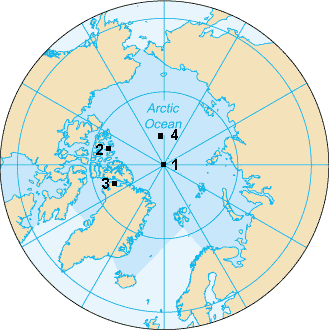
1) Földrajzi Északi-sark 2) Északi mágneses sark 3) Északi földmágneses sark 4) szárazföldektől legtávolabb eső pont

Az Északi-sark a bolygó legészakibb pontja. A Földön többféle északi sarkpont is van, mindegyik a Jeges-tenger területére esik. Az Északi-sarkvidék az Arktisz.
A Jeges-tenger nagy részét jégtakaró borítja. A késő nyári jégtakaró évente mintegy 7-8%-kal csökken a klímaváltozás következtében.

## Sarkpontok fajtái
1. A Földrajzi Északi-sark ahol a Föld forgástengelye a felszínnel találkozik az északi félgömbön.
2. Az Északi mágneses sark A Föld mágneses terének erővonalai itt merőlegesek a felszínre, azaz függőlegesek. Ide mutat az iránytű.
3. Az Északi földmágneses sark A Föld mágneses terét létrehozó elméleti „rúdmágnes” tengelyének döféspontjai a Föld felszínével itt találkoznak az északi félgömbön.

A mágneses és a földmágneses sark nem esik egy pontba.

## A földrajzi Északi-sark

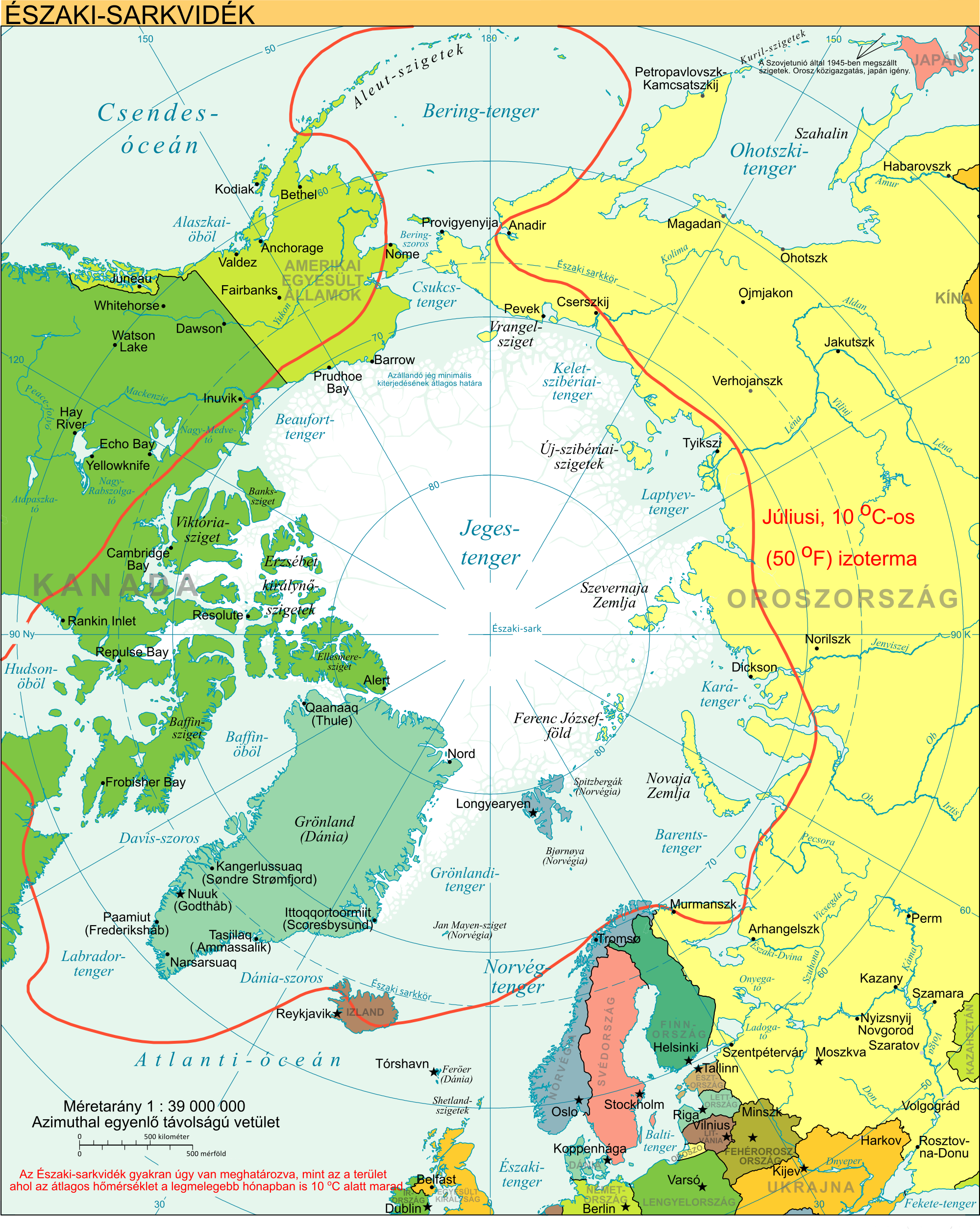
Az Északi-sarkvidék izotermával meghatározott határa

A Földrajzi Északi-sark a lehető legközelebbi pont a Föld forgástengelyének és a felszínének a találkozásánál. Fix pontnak tekintjük, de a csillagászok rámutattak, hogy a forgástengely nem mozdulatlan, 435 napos ciklusokban folyamatosan mozog, és ezt a kis mozgást felfedezője után Chandler-imbolygásnak (Chandler-wobble) nevezték el.
A földrajzi Északi-sark egyben az északi 90°-os szélességi kör. Ebből a pontból bármerre indulva csak déli irányba lehet haladni. Ez a pont a Jeges-tengeren található, mely ezen a ponton 4087 méter mély. A Föld koordinátáit (szélesség, hosszúság, magasságok) mindenképpen fix pontokhoz kellene rögzíteni, de mivel a kőzetlemezek mozgása, a hegységképződés, a vulkanizmus és az erózió miatt nincs valójában mozdulatlan pont bolygónkon, ezért ez nem lehetséges.
A nemzetközi szervezetek egyelőre a földrajzi Északi-sarkhoz igazítják a földrajzi koordinátákat, és nem számítják bele ennek elmozdulását.
Az Északi-sarkvidék nemzetközi területnek számít, bár Kanada, az Egyesült Államok és Oroszország már többször megpróbálta sajátjaként elismertetni.

## Expedíciók
- William Edward Parry 1827-ben az északi szélesség 82° 45'-ig jut, sokáig ez volt az „északi rekord”.
- Fridtjof Nansen első Fram expedícióján 1895. március 14-én 86° 14'-ig jut el másodmagával, Johansennel. A Fram hajó sodródása során legközelebb a sarkhoz 1895. október 16-án jut, 85° 57'-ig.
- Dr. Frederick Albert Cook bejelentette, hogy 1908-ban elérte a sarkot, de elvitatták bejelentésének valóságtartalmát, mint ahogy később elvitatták tőle a Denali 1906-os első megmászását is. (Pénzügyi problémák miatt börtönbe került, és attól fogva nem adtak hitelt semmilyen korábbi közlésének. Később, az 1930-as években felülvizsgálták a vele kapcsolatos eljárást és kegyelmet kapott, de soha sem helyezték vissza a földrajzi felfedezők sorába.)
- Az első, általánosan elfogadott Északi-sark elérés az amerikai Robert Peary mérnök-tengerész és alkalmazottja, az afro-amerikai Matthew Henson nevéhez fűződik. Négy inuit segéddel indultak neki az útnak (Ootah, Seegloo, Egingway és Ooqueah) 1909. április 6-án. Peary azt hitte, hogy elérte az Északi-sarkot, de a legújabb kutatások szerint haladási sebessége alapján úgy tűnik, legfeljebb 40 km-re közelítette meg azt.
- 1926-ban megtörtént a sarkpont első vitathatatlan elérése, mely Roald Amundsen norvég felfedező nevéhez köthető, a Norge léghajóval az Északi-sarkon keresztül a Spitzbergákról Alaszkába repült. (Két nappal megelőzte Richard Byrd Északi-sark repülése (Spitzbergák – Északi sark – Spitzbergák) Amundsenét, az Északi-sark elérését ma sokan vitatják.)
- 1937-1938 „Északi-sark-1” expedíció. Ivan Dmitrijevics Papanyin (vezető), Ernst Krenkel (rádiós), Jevgenyij Fjodorov (geofizikus) és Pjotr Sirsov (tengerbiológus) sarki állomást épített egy sodródó jégtáblán.
- 1952. május 3-án az amerikai légierő alezredese, Joseph O. Fletcher és William P. Benedict főhadnagy repülővel leszálltak a sarkponton. Velük együtt leszállt Albert P. Crary geofizikus, glaciológus.
- 1958. augusztus 3-án egy amerikai tengeralattjáró, a USS Nautilus (SSN-571) keresztülhaladt a sarkponton a jég alatt.
- 1959. március 17-én a USS Skate (SSN-578) felszínre emelkedett az Északi-sarkon, áttörve a jégtakarót, így ez az első hadihajó, mely elérte azt.
- 1968. április 19-én Ralph Plaisted először jutott el bizonyítottan légi segítség nélkül a sarkpontig.
- 1977. augusztus 17.: Az Arktika nevű szovjet atomjégtörő végrehajtotta az első felszíni hajós sarkpont elérést.

## Az Északi mágneses sark
Az Északi mágneses sark a másik Északi-sarknak nevezett pont a Földön. Ez az a pont, ahol a Föld mágneses mezeje függőlegesen lefelé mutat.Sir William Gilbert (I. Erzsébet angol királynő tudósa) dolgozta ki a Föld mágneses mezőjének elméletét 1600-ban, és máig is helytállóak megállapításai.[forrás?] Az Északi mágneses sark az a pont, ahova az iránytű mutat.
Ez a pont nem azonos az Északi Földmágneses ponttal. A két pont a Föld forgása miatt különbözik egymástól.
A bolygók mágneses mezője időnként megfordulhat. A Földön ez kb. 500 ezer éve történt utoljára. Ekkor a déli mágneses sark kicserélődik az északival. Ez a Föld külső magjában lévő olvadt vas és nikkel áramlásának megszakadása, majd az áramlás irányának megfordulása miatt következik be. Ennek a folyamatnak az oka egyelőre nem ismert.
Az első expedíció, amely ezt a sarkot akarta elérni, 1831-ben indult James Clark Ross vezetésével. Június 1-jén Cape Adelaide-nél meg is találták Boothia Peninsula közelében.
1903-ban Roald Amundsen egészen máshol találta meg az Északi Mágneses sarkpontot.
Harmadszorra a kanadai kormány megbízásából Paul Serson és Jack Clark mérték fel a terepet, akik a mágneses sarkot az Allen-tónál találták meg (Prince of Wales Island).
Azóta a kanadaiak több mérést végeztek, melyek szerint az Északi mágneses sark folyamatosan vándorol északra.
2003-as a koordinátái: 78° 18' Észak, 104° Nyugat, Ellef Ringnes Island közelében, mely a Queen Elizabeth szigetek egyike Kanadában.
A 20. században 1100 km-t mozdult észak felé, és 1970 óta a mozgási sebessége 9 km/év-ről (1970) 41 km/év-re nőtt (2001-2003-as átlag).
Ezzel a sebességgel és iránnyal 50 éven belül elérné Szibériát, de valószínűleg le fog lassulni, és irányt is fog váltani.
Ezenkívül a Nap mágneses mezejének változásai miatti elmozdulás is változtatja a mágneses sarkpont helyzetét. Emiatt az előző vándorláson kívül ellipszis pályán is mozog a pont, maximum 80 km-re eltávolodva a normális helyétől.
Ha a két mágneses sarkpontot összekötnénk egy vonallal, nem menne át a Föld középpontján, hanem 530 km-rel elkerülné azt.
A szögbeli eltérést a Földrajzi Északi- és az aktuális Északi mágneses sark között mágneses elhajlásnak nevezzük. Ezt egyes térképek (a mérés évszáma megadásával) feltüntetik.

## Mágneses elhajlás
Az Északi mágneses sark, melyet a Föld mágneses mezeje határoz meg, nem esik egybe a földrajzi Északi-sarkkal, és helye nem is állandó. Jelenleg körülbelül 700 km-rel tér el a két pont egymástól, az Északi mágneses sark jelenleg a kanadai Hudson-öböl környékén található.
A térképek a földrajzi Északi-sark alapján készültek, mivel ez egy állandó pont. Az előbb leírt eltérés miatt viszont, ha elindulunk az iránytű alapján északnak, akkor hamarosan kiderül, hogy a térkép szerint nem pontosan észak felé megyünk.
Az, hogy a valódi északi irány és az iránytű által mutatott mennyivel tér el, attól függ, éppen hol tartózkodunk a Földön.
Ez eltérés mértéke arányos az Északi mágneses sark hosszúsági körétől számolt távolságunkkal. Egyes térképek a hosszúsági körök mellett feltüntetik (az évszám megadásával), hogy mennyivel és merre kell korrigálni az iránytű által mutatott irányt.

## Területi viták
1999-ig az Északi-sark és az Arktisz nemzetközi területté lett nyilvánítva. Mióta a sarki jég lassan elkezdett visszahúzódni, (a globális felmelegedés következményeként), több ország is bejelentette igényét a vízterületekre és a tengerfenékre. Először Oroszország jelentette be az igényét a Lomonoszov-hátságra, amely tengerfenéken fekszik jelenleg a jégtakaró alatt. Véleményük szerint a hátság Szibériához tartozik földrajzilag. Ezt az igényt megvétózta Norvégia, Kanada, az Egyesült Államok és Dánia 2004-ben. Az Északi-sarkponthoz legközelebbi szárazföld Grönland, amely Dániához tartozik, és a Lomonoszov-hátságot ők Grönland vízalatti folytatásaként értelmezve maguknak követelik. Kanada sajátjaként szeretné tudni az országtól északra fekvő vizeket egészen a sarkig, de egyelőre ezt sem ismeri el semmilyen szervezet.
A sarkvidéki vizek jelentősége azért ilyen nagy, mert nagyobb kőolaj és földgáz készletek rejtőznek a tengerfenék alatt. Felmérések kimutatták, hogy a világ egyelőre még feltáratlan kőolaj-készleteinek 13 százaléka, a földgáz-készletek 30 százaléka rejtőzik az északi sarkkörön túl.

## Északi-sark a kultúrában
- Az angolszász legendák szerint Santa Claus (a Télapó) műhelye az Északi-sarkon van.
- A Micimackó egyik története, amikor a szereplők elmennek, hogy megtalálják az Északi-sarkot.

## Magyarok az Északi-sarkon
Bár teljes távon expedícióval még nem jutott el magyar ember az Északi-sarkra, fizetett túrán az utolsó 100-200 kilométert megtéve többen jártak már ott.
- Első magyarként ejtőernyővel Tályak Miklós 1994. április 18-án jutott el az Északi-sarkra.
- Másodjára 2004. április 16-án jutott el magyar ember ide. Kovalcsikné Bátori Krisztina és Ács Zoltán.
- 2006. április 20-án Turóczi Gábor negyedik magyarként érte el az Északi-sarkot, és a világon elsőként főzött magyar ételt, paprikás csirkét a föld „csúcsán”.[4]